# ベイサイド・セレナーデ
「ベイサイド・セレナーデ」は、1990年9月21日に発売された鈴木雅之通算10作目のシングル。

## 解説
アルバム『mood』の2枚目の先行シングル。アルバムには別ミックスで収録。
ベスト・アルバム『MARTINI』にも収録されたほか、カラオケ・ヴァージョンが、『MARTINI』と同日発売のオリジナル・カラオケ・アルバム『MARTINI Instrumental Collection』に収録された。
カップリングは前作「プライベートホテル」のInstrumental。

## 収録曲
1. ベイサイド・セレナーデ
  - 作詞：康珍化　作曲：羽田一郎　編曲：松本晃彦
2. プライベートホテル（No Vocal Track）